# جوليا سوتون
جوليا سوتون (بالإنجليزية: Julia Sutton)‏ هي معلمة موسيقى أمريكية، ولدت في 20 يوليو 1928، وتوفيت في 1 يوليو 2012.